# 丝兰
丝兰（学名：Yucca smalliana）为天门冬科丝兰属下的一个种。

## 扩展阅读
- 維基物種上的相關：丝兰